# Kaira conica
Kaira conica är en spindelart som beskrevs av Gerschman och Rita Delia Schiapelli 1948. Kaira conica ingår i släktet Kaira och familjen hjulspindlar. Inga underarter finns listade i Catalogue of Life.